# Université de Tampa
L'université de Tampa (University of Tampa) est une université privée située à Tampa en Floride aux États-Unis.
Cet établissement a été fondé en 1931 en tant que Tampa Junior College, prenant son nom actuel deux ans plus tard,. Elle déménage alors pour le Tampa Bay Hotel qui venait de fermer ses portes. Ce bâtiment classé, qui fait toujours partie du campus actuel, a depuis été partiellement transformé en un musée, le Henry B. Plant Museum.
L'université est affiliée à l'Independent Colleges and Universities of Florida, une association d'établissements d'enseignement supérieur de Floride.
L'université de Tampa est organisée en quatre colleges : Arts et lettres (College of Arts and Letters), Business (Sykes College of Business), Santé et sciences naturelles (College of Natural and Health Sciences), Sciences sociales, mathématiques, éducation (Social Sciences, Mathematics and Education). En 2020, elle comptait un peu moins de 10 000 étudiants enrôlés dans l'une des formations de premier cycle (environ 200 programmes) ou de second cycle universitaire.
Pour le sport universitaire, l'université de Tampa est représentée par les Tampa Spartans (en), qui participent aux compétitions de Division II de la National Collegiate Athletic Association.

## Personnalités liées à l'université

### Étudiants
- Rod Blagojevich, gouverneur de l'Illinois[6]
- Joanie Laurer dite « Chyna », catcheuse[7]
- Bob Martinez, gouverneur de l'État de Floride[8]
- John Matuszak, joueur de football américain[9]
- Pascal Millien, footballeur international haitien[10]
- Juan Camilo Mouriño, homme politique mexicain[11]
- Paul Orndorff, catcheur[12]
- Lou Piniella, joueur de baseball[13]
- Freddie Solomon, joueur de football américain[14]